# Stephen Dorff
Stephen Dorff (Atlanta, 29 de julho de 1973) é um ator estadunidense. Ele é filho do compositor Steve Dorff. Seu irmão Andrew Dorff é músico.

## Filmografia
- The Gate (1987)
- The Power of One (1992)
- An Ambush of Ghosts (1993)
- Judgment Night (1993)
- Rescue Me (1993)
- Backbeat (1994)
- S.F.W. (1994)
- Innocent Lies (1995)
- Reckless (1995)
- I Shot Andy Warhol (1996)
- Blood and Wine (1996)
- Space Truckers (1996)
- City of Industry (1997)
- Blade (1998)
- Earthly Possessions (1999)
- Entropy (1999)
- Quantum Project (2000) internet movie
- Cecil B. Demented (2000)
- The Last Minute (2001)
- Deuces Wild (2002)
- Steal (filme) (2002)
- FeardotCom (2002)
- Den of Lions (2003)
- Cold Creek Manor (2003)
- Alone in the Dark (filme) (2005)
- Tennis, Anyone…? (2005)
- Shadowboxer (2005)
- Far Cry Instincts (2005) (VG) (voz)
- Far Cry Instincts: Evolution (2005) (VG) (voz)
- Covert One: The Hades Factor (2006) (mini) TV Séries
- .45 (2006)
- World Trade Center (filme) (2006)
- The Passage (2007)
- Botched (2007)
- Felon (2008)
- Black Water Transit (2008) (Pos-Produção)
- XIII: The Series (2009) (Pos-Produção)
- Public Enemies (2009)
- Somewhere (2010)
- Bucky Larson: Born to Be a Star (2011)
- Creepers (2011)
- Imortais (2011)
- The Iceman (2012)
- Zaytoun (2012)
- Tomorrow You're Gone (2012)
- Officer Down (2013)
- Leatherface (2017)

## Prêmios
- 1999 - MTV Movie Award de Melhor Vilão por Blade.